# Pan Toti
Pan Toti – polsko-słowacki serial animowany, zrealizowany na podstawie książek napisanych przez Joannę Sorn-Garę.
Serial został wyprodukowany przez Orange: Studio Animacji. Emitowany był w Polsce na kanałach TVP ABC, Stopklatka TV, TVS i Polsat JimJam. Produkcja została dofinansowana przez Polski Instytut Sztuki Filmowej i słowacki Audiovizuálny fond.

## Opis
Tytułowy pan Toti to mały człowieczek, który mieszka w pniu starego drzewa na niewielkiej wyspie. Jego przyjaciółmi są Hehel i Lula. Problemy sprawiają mu Złośliwi Bliźniacy. Pod domem pana Totiego znajduje się kopalnia, do której schodzi każdego dnia po śniadaniu. Wydobywa z niej różne ciekawe rzeczy, które często okazują się magiczne. Każdy odcinek opowiada o innej rzeczy, którą wydobył pan Toti.

## Obsada
- Janusz Wituch jako:
  - Pan Toti,
  - Hehel,
  - Bliźniacy,
  - Doktor,
  - Kotki ufoludki,
  - Treser,
  - Mama kotków,
  - Ed,
  - Robocik (odc. 5, 24),
  - Turyści (odc. 11),
  - Górnik (odc. 12),
  - Astronom (odc. 13),
  - Wodnik (odc. 26),
  - Złodziej (odc. 24),
  - Królewicz (odc. 23),
  - Smok
  - Listonosz,
  - Dyrektor (odc. 17),
  - Rycerze (odc. 22),
  - Specjalista (odc. 25),
  - Głos TV (odc. 18)
- Małgorzata Szymańska jako:
  - Lula,
  - Negatyw,
  - Poszukiwacz (odc. 16),
  - Głos TV (odc. 18),
  - Sklepowa (odc. 24),
  - Królewna (odc. 23)

## Lista odcinków

### Sezon pierwszy
1. Pan Toti i stary garnek
2. Pan Toti i ufoludki
3. Pan Toti i słodkie źródełko
4. Pan Toti i sprawa foteli
5. Pan Toti i robocik
6. Pan Toti i powódź
7. Pan Toti i lusterko
8. Pan Toti i herbatka z muchomora
9. Pan Toti i grzechotka
10. Pan Toti i czarodziejski grzebień
11. Pan Toti i sprawa hoteli
12. Pan Toti i tajemniczy tunel
13. Pan Toti i świąteczna gwiazdka

### Sezon drugi
1. Pan Toti i wielkie jajo
2. Pan Toti i czarodziejska różdżka
3. Pan Toti i mapa
4. Pan Toti i fabryka ciasteczek
5. Pan Toti i nudne kapcie
6. Pan Toti i czarodziejska poduszka
7. Pan Toti i niby bomba
8. Pan Toti i magiczna latarka
9. Pan Toti i rycerze
10. Pan Toti i zaręczyny na wyspie
11. Pan Toti i złodziej
12. Pan Toti i specjalista od remontów
13. Pan Toti i przyprawa do ciasteczek